# La Vicomté-sur-Rance

La Vicomté-sur-Rance este o comună în departamentul  Côtes-d'Armor, Franța. În 1 ianuarie 2022 avea o populație de 1.142 de locuitori.